# Endoxyla houlberti
Endoxyla houlberti is een vlinder uit de familie van de houtboorders (Cossidae). De wetenschappelijke naam van de soort werd voor het eerst geldig gepubliceerd door Oberthür in 1916 als Xyleutes houlberti.